# 12 april
12 april is de 102de dag van het jaar (103de dag in een schrikkeljaar) in de gregoriaanse kalender. Hierna volgen nog 263 dagen tot het einde van het jaar.

## Gebeurtenissen
- Algemeen
  - 1992 - De 67-jarige pelgrim Ignaas Brekelmans begint samen met zijn ezel Saartje aan een voettocht van Vlijmen naar Częstochowa en Auschwitz.
  - 1999 - Een wagon van de Wuppertaler Schwebebahn stort neer in de rivier de Wupper, voor het Robert-Daum-Platz.
  - 1999 - KLM Cargo laat 440 in beslaggenomen, Noord-Amerikaanse grondeekhoorns, afmaken op Schiphol.
  - 2003 - Prins Laurent van België treedt in het huwelijk met Claire Coombs.[1]
- Criminaliteit en veiligheid
  - 2006 - In Brussel wordt Joe Van Holsbeeck neergestoken nadat hij zich verweerde tegen mp3-spelerdieven. Hij overlijdt later in het ziekenhuis.
  - 2011 - In de Wit-Russische hoofdstad Minsk kost een bomaanslag in metrostation Oktjabrskaja aan minstens 12 mensen het leven, er zijn tevens 200 gewonden.
  - 2012 - In de Nederlandse plaats Nieuwegein wordt een vestiging van het geldtransportbedrijf G4S gewelddadig overvallen.
- Kunst en cultuur

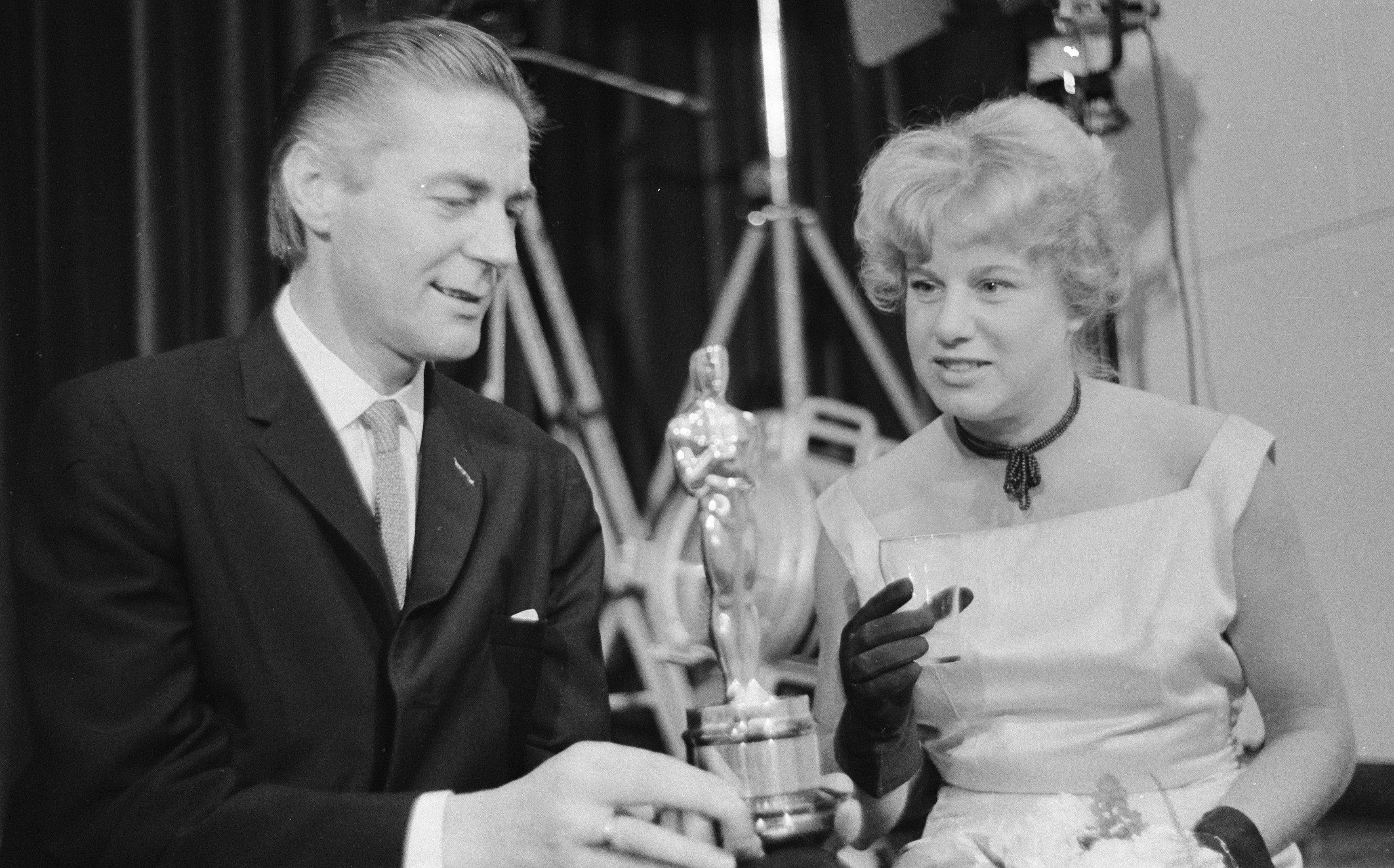
Bert Haanstra en zijn vrouw met de Oscar

- - 1960 - Bert Haanstra ontvangt een Oscar voor zijn film Glas.
- Muziek
  - 1954 - Bill Haley & His Comets nemen Rock Around the Clock op.[1]
- Oorlog
  - 238 - Slag bij Carthago tussen de troepen van Capellianus, gouverneur van Numidië, en die van keizers Gordianus I en II waarbij de keizers het onderspit delven.
  - 1861 - Aanval op Fort Sumter, de eerste slag in de Amerikaanse Burgeroorlog.
  - 1945 - Canadese militairen bevrijden kamp Westerbork.
- Politiek
  - 467 - Anthemius wordt Romeins keizer.
  - 1462 - Ondertekening van het Verdrag van Olite door Johan II van Aragón en Gaston IV van Foix.
  - 1606 - De Union Flag (Union Jack) wordt aangenomen als nationale vlag van Groot-Brittannië
  - 1779 - Spanje neemt deel aan de Amerikaanse Onafhankelijkheidsoorlog met het Verdrag van Aranjuez
  - 1919 - In Engeland wordt de 48-urige werkweek en het minimumloon ingevoerd.
  - 1945 - Franklin D. Roosevelt overlijdt, Harry S. Truman wordt ingezworen als president van de VS
  - 1946 - Syrië wordt onafhankelijk van Frankrijk.
  - 1990 - In de DDR wordt Lothar de Maizière de eerste minister van de eerste niet-communistische regering van dat land. De regering wordt gevormd door de drie conservatieve partijen van de Alliantie, de SPD en de liberale "Bond van Vrije Democraten".
  - 1991 - Charles Rubia, een van de meest prominente politieke gevangenen van Kenia, wordt onverwachts vrijgelaten.
  - 1995 - Het Koerdisch parlement in ballingschap wordt in Den Haag opgericht.
  - 2022 - Lilianne Ploumen maakt bekend dat ze stopt als fractievoorzitter en als Tweede Kamerlid bij de PvdA.[2]
- Recreatie
  - 1982 - In de Efteling wordt de attractie Halve Maen geopend.
  - 1992 - Disneyland Paris wordt geopend onder de toenmalige naam EuroDisney.[1]
- Religie
  - 627 - Paulinus, bisschop van York, doopt Edwin van Northumbria als eerste christelijke koning in Noord-Engeland.
  - 1969 - Benoeming van de Nederlander Johannes Willebrands tot president van het Secretariaat voor de Eenheid onder de Christenen van de Romeinse Curie als opvolger van wijlen kardinaal Augustin Bea.
- Sport
  - 1914 - Wielrenner Piet van Nek sr. komt zwaar ten val op de wielerbaan van Leipzig. Twee dagen later overlijdt hij.
  - 1925 - Oprichting van de Boliviaanse voetbalclub Club Bolívar.
  - 1953 - Oprichting van de Duitse voetbalclub SG Dynamo Dresden.
  - 1975 - Atleet Henk Kalf wint de eerste editie van de City-Pier-City Loop.
  - 1981 - Bij de terugkeer op het hoogste niveau, het wereldkampioenschap ijshockey voor A-landen in Zweden, verliest de Nederlandse ploeg met 10-1 van de Sovjet-Unie.
  - 1993 - Pete Sampras lost Jim Courier na 27 weken af als nummer één op de wereldranglijst der tennisprofessionals; de Amerikaan moet die positie na 19 weken weer afstaan aan zijn landgenoot.
  - 2004 - Voor eigen publiek winnen de hockeyers van Oranje Zwart de Europacup II door in de finale in Eindhoven het Engelse Cannock op strafballen (4-2) te verslaan. Ook de vrouwen van Laren zegevieren op eigen terrein, ten koste van het Engelse Canterbury: 3-2.
  - 2007 - De Poolse voetbalbond (PZPN) besluit om Arka Gdynia een klasse terug te zetten wegens betrokkenheid bij een corruptieschandaal.
  - 2009 - Tom Boonen wint voor de derde keer de wielerklassieker Parijs-Roubaix.
  - 2023 - De Nederlandse turnsters Sanne Wevers, Vera van Pol, Sanna Veerman, Naomi Visser en Eythora Thorsdottir behalen bij de Europese Kampioenschappen turnen in het Turkse Antalya een derde plaats in de teamwedstrijd.[3]
- Wetenschap en technologie
  - 1633 - Formele ondervraging van Galileo door de inquisitie gaat van start.
  - 1835 - De gebroeders Chubb verwerven een patent op de brandkast.
  - 1904 - De Franse gebroeders Dufaux beproeven met succes het prototype van de helikopter.
  - 1961 - Lancering van de Vostok 1 met aan boord Joeri Gagarin. Hiermee was de eerste mens in de ruimte een feit. De Vostok 1 vloog in 1 uur en 48 minuten één keer rond de aarde.[4]
  - 1981 - De spaceshuttle Columbia is de eerste spaceshuttle die in een baan rond de aarde vliegt.
  - 1988 - Een genetisch-gemanipuleerde witte muis wordt het eerste dier waarop patent is verleend.
  - 2022 - NASA maakt bekend dat een team van wetenschappers met behulp van foto's van de Hubble ruimtetelescoop het formaat van de kern van de tot nu toe grootste komeet die ooit is waargenomen heeft weten te bevestigen. De kern van komeet C/2014 UN271 (Bernardinelli-Bernstein) wordt geschat op zo'n 120 km.[5][6]

## Geboren

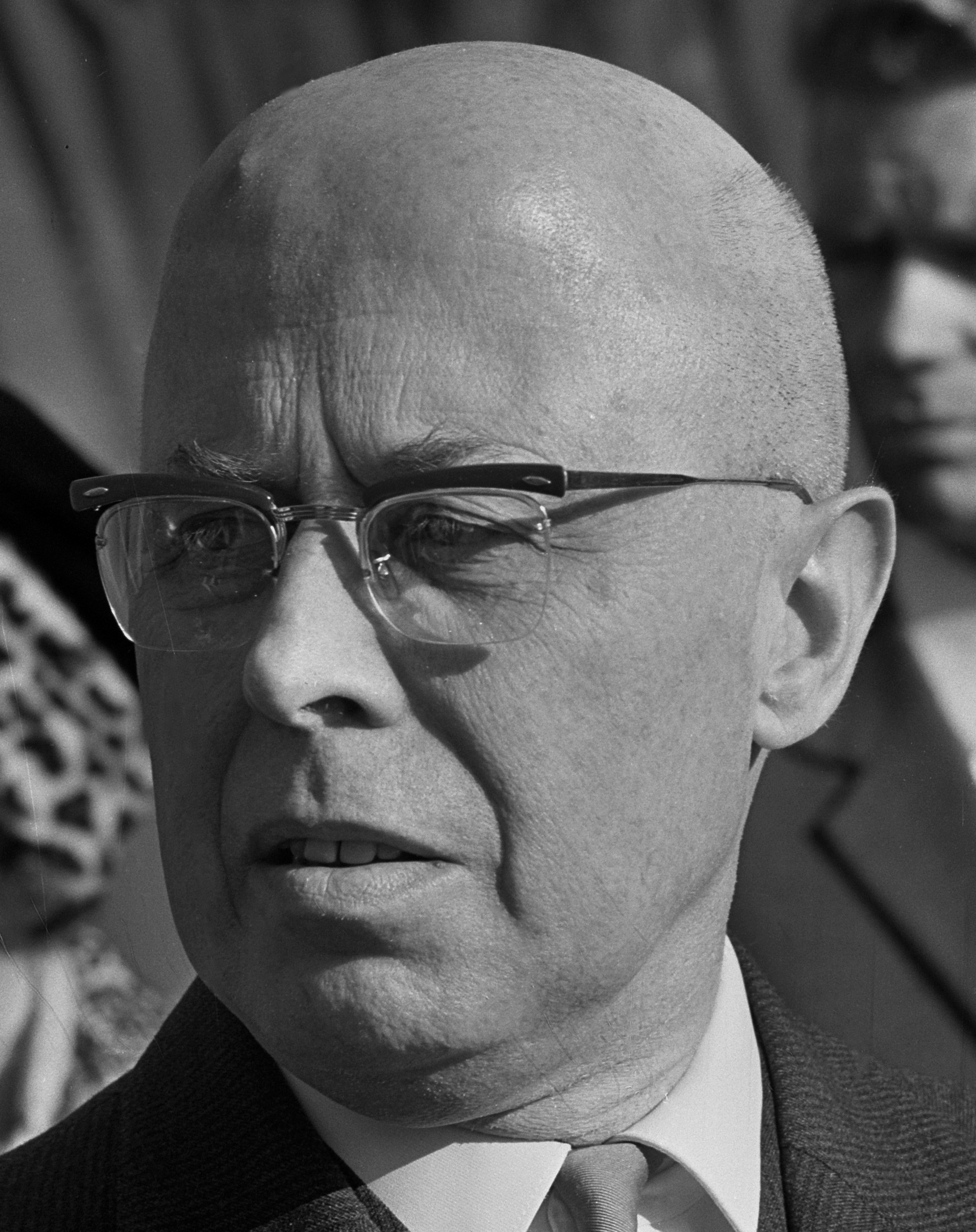
Louis Beel
geboren in 1902

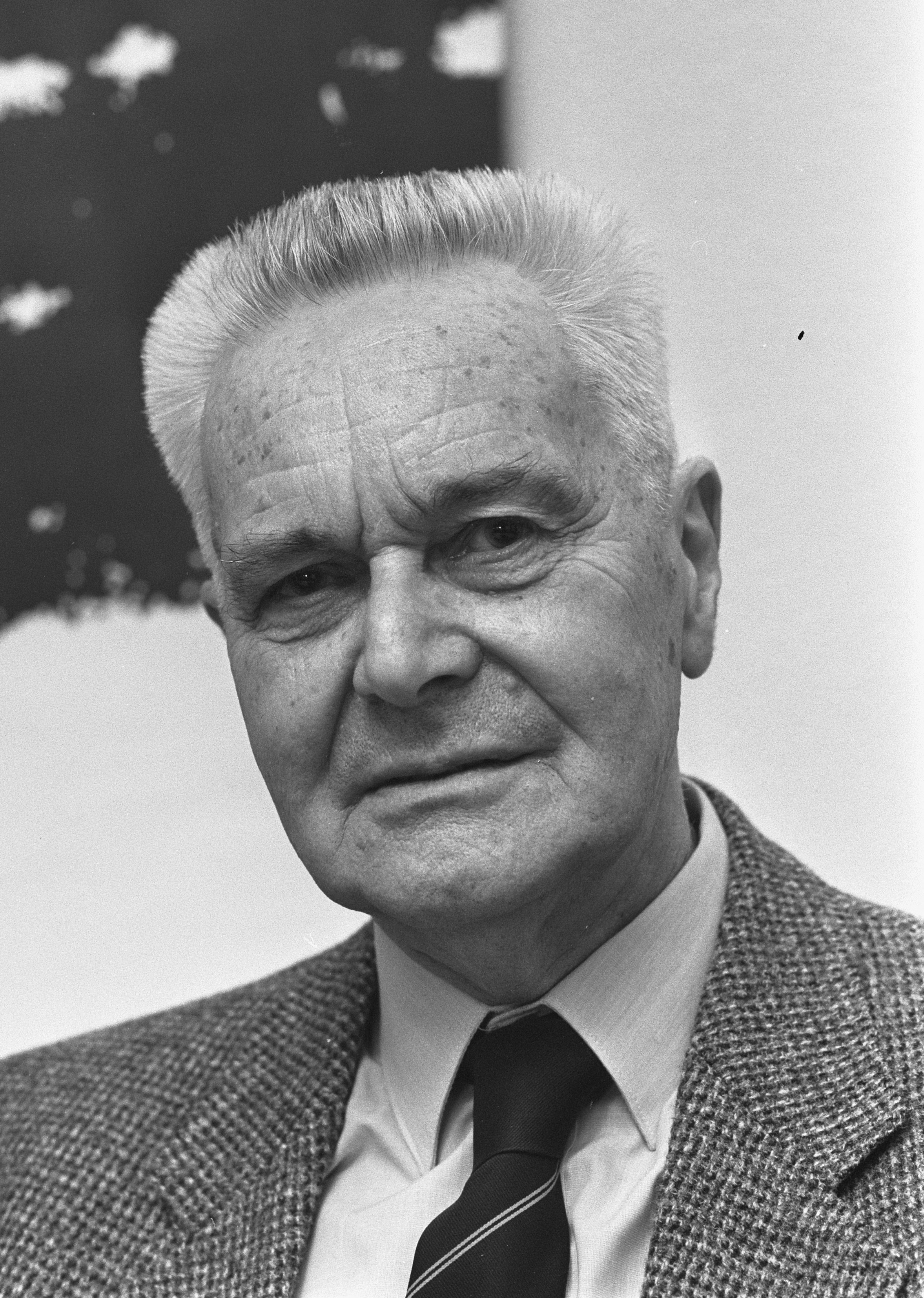
Jan Tinbergen
geboren in 1903

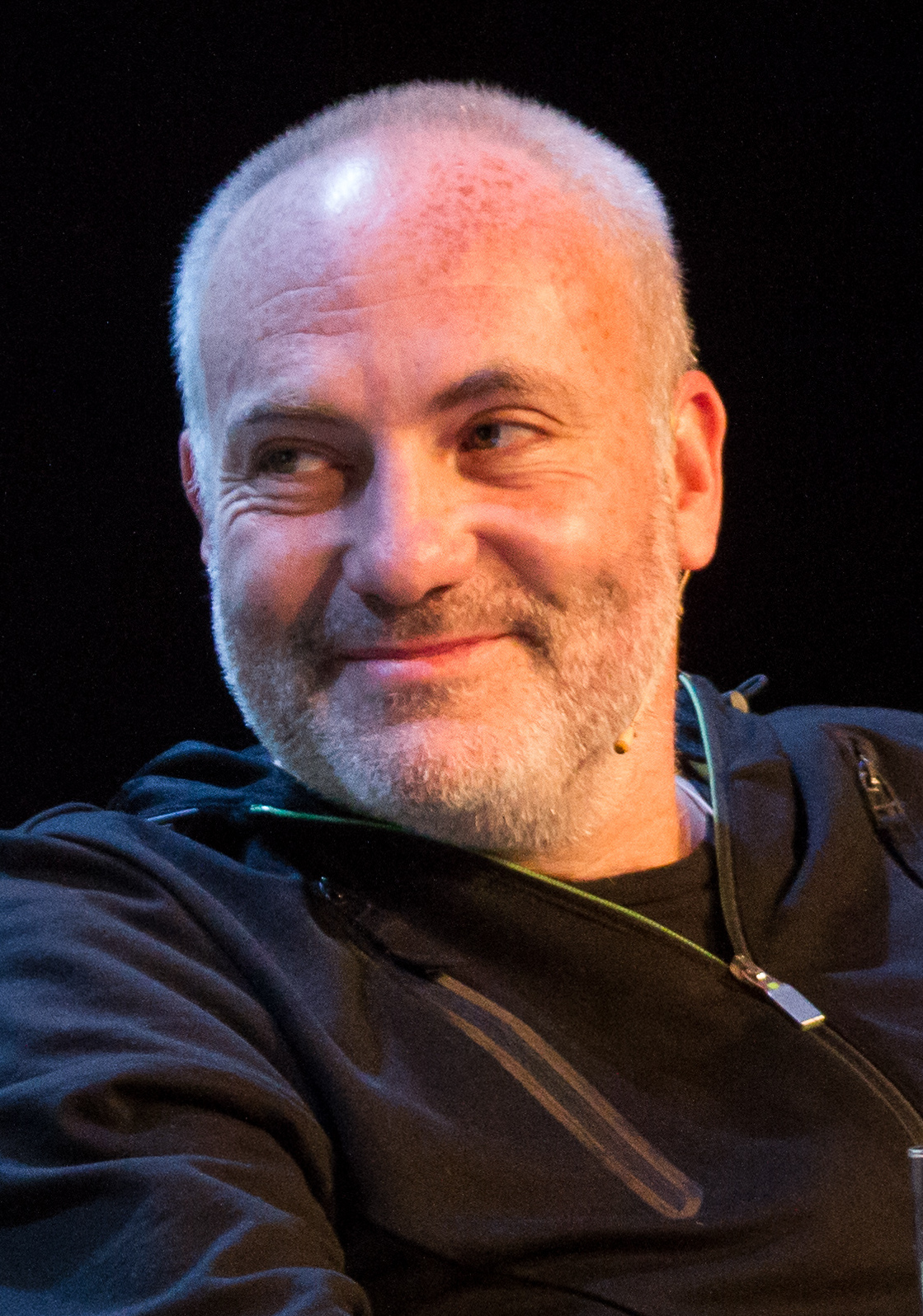
Kim Bodnia
geboren in 1965

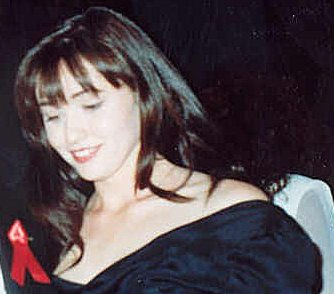
Shannen Doherty
geboren in 1971

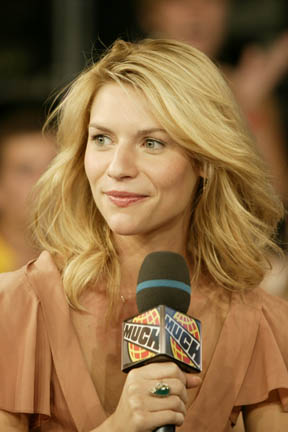
Claire Danes
geboren in 1979

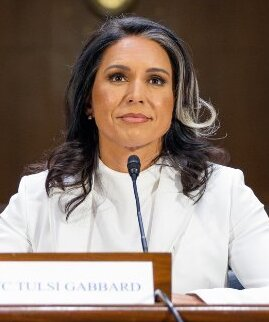
Tulsi Gabbard
geboren in 1981

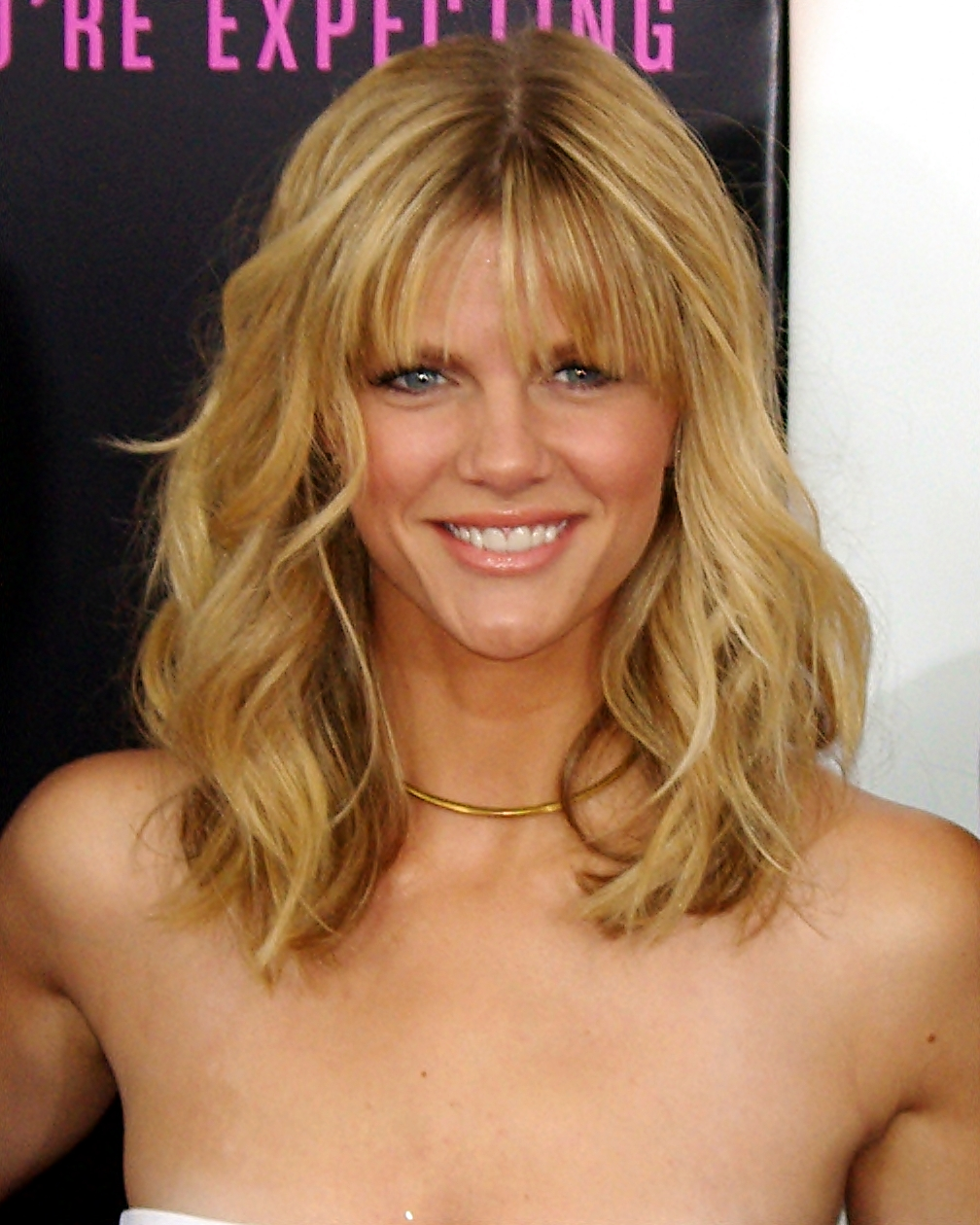
Brooklyn Decker
geboren in 1987

- 1550 - Edward de Vere, Engels schrijver (overleden 1604)
- 1577 - Christiaan IV van Denemarken, koning van Denemarken en Noorwegen (overleden 1648)
- 1777 - Henry Clay, Amerikaans politicus (overleden 1852)
- 1801 - Hendrik de Cock, Nederlands dominee (overleden 1842)
- 1831 - Constantin Meunier, Belgisch beeldhouwer, schilder en graficus (overleden 1905)
- 1839 - Nikolaj Przewalski, Russisch militair en wetenschapper (overleden 1888)
- 1878 - Ramon Fernandez, Filipijns zakenman en politicus (overleden 1964)
- 1884 - Otto Fritz Meyerhof, Duits medicus, biochemicus en Nobelprijswinnaar (overleden 1951)
- 1885 - Robert Delaunay, Frans kunstschilder (overleden 1941)
- 1885 - Hermann Hoth, Duits generaal (overleden 1971)
- 1895 - Giovanni Panico, Italiaans curiekardinaal (overleden 1962)
- 1902 - Louis Beel, Nederlands minister-president (overleden 1977)
- 1903 - Jan Tinbergen, Nederlands econoom en Nobelprijswinnaar (overleden 1994)
- 1905 - Emmanuel Mounier, Frans filosoof (overleden 1950)
- 1906 - Sytse Ulbe Zuidema, Nederlands filosoof (overleden 1975)
- 1907 - Jan Willem Berix, Nederlands verzetsstrijder (overleden 1945)
- 1907 - Eugène Chaboud, Frans autocoureur (overleden 1983)
- 1908 - Virginia Cherrill, Amerikaans actrice (overleden 1996)
- 1912 - Hamengkoeboewono IX, sultan van Jogjakarta en Indonesisch politicus (overleden 1988)
- 1914 - Gretel Bergmann, Duits-Amerikaans atlete (overleden 2017)
- 1914 - Adriaan Blaauw, Nederlands astronoom (overleden 2010)
- 1914 - Jan Van Cauwelaert, Belgisch bisschop (overleden 2016)
- 1915 - Jan van den Brink, Nederlands politicus en bankier (overleden 2006)
- 1916 - Beverly Cleary, Amerikaans kinderboekenschrijfster (overleden 2021)
- 1916 - Just Rens, Surinaams politicus (overleden 1981)
- 1917 - Robert Manzon, Frans autocoureur (overleden 2015)
- 1924 - Raymond Barre, Frans politicus en econoom (overleden 2007)
- 1925 - Ned Miller, Amerikaans countryzanger (overleden 2016)
- 1927 - Marijke Thunnissen, Nederlands textielkunstenares en schilderes (overleden 2025)
- 1927 - Alphonse Vandenrydt, Belgisch atleet
- 1928 - Anton P. de Graaff, Nederlands schrijver (overleden 2008)
- 1928 - Hardy Krüger, Duits acteur (overleden 2022)
- 1930 - Louw de Graaf, Nederlands politicus (overleden 2020)
- 1930 - Bryan Magee, Brits filosoof/politicus (overleden 2019)
- 1930 - Ype Schaaf, Nederlands predikant en journalist (overleden 2003)
- 1930 - Antoon Uytterhoeven, Belgisch atleet (overleden 2001)
- 1932 - Jean-Pierre Marielle, Frans acteur (overleden 2019)
- 1933 - Montserrat Caballé, Spaans sopraan (overleden 2018)
- 1935 - Andries Van den Abeele, Belgisch industrieel, politicus, monumentenzorger en historicus
- 1935 - Jan Ceuleers, Belgisch journalist (overleden 2020)
- 1935 - Jimmy Makulis, Grieks schlagerzanger (overleden 2007)
- 1935 - Raymond Van Dijck, Belgisch atleet (overleden 1997)
- 1935 - Stef Meeder, Nederlands organist (overleden 2024)
- 1936 - Frankétienne, Haïtiaans schrijver, kunstenaar en politicus
- 1936 - Charles Napier, Amerikaans acteur (overleden 2011)
- 1937 - Barbara Aland, Duits theoloog (overleden 2024)
- 1937 - Dennis Banks, Amerikaans activist (overleden 2017)
- 1939 - Alan Ayckbourn, Brits blijspel-auteur
- 1940 - Herbie Hancock, Amerikaans jazzpianist
- 1941 - Euson, Arubaans zanger
- 1941 - Bobby Moore, Engels voetballer (overleden 1993)
- 1941 - Gerrit Oosting, Nederlands burgemeester (overleden 2012)
- 1942 - Carlos Reutemann, Argentijns autocoureur (overleden 2021)
- 1942 - Leo van der Zalm, Nederlands dichter in de marge (overleden 2002)
- 1942 - Jacob Zuma, president van Zuid-Afrika
- 1945 - Lee Jong-wook, Zuid-Koreaans medicus en directeur-generaal van de WHO (overleden 2006)
- 1946 - Peter de Baan, Nederlands regisseur
- 1946 - Ed O'Neill, Amerikaans acteur (Al Bundy)
- 1947 - Tom Clancy, Amerikaans schrijver (overleden 2013)
- 1947 - David Letterman, Amerikaans talkshow-presentator
- 1947 - Albert Van Hoorn, Belgisch atleet
- 1948 - Joschka Fischer, Duits politicus
- 1948 - Marcello Lippi, Italiaans voetballer en voetbalcoach
- 1948 - Marc Waelkens, Belgisch archeoloog (overleden 2021)
- 1949 - Ibrahim Mahlab, Egyptisch bouwbestuurder en premier
- 1949 - Dirk Witteveen, Nederlands bankier (overleden 2007)
- 1950 - Joyce Banda, Malawisch politicus
- 1950 - David Cassidy, Amerikaans zanger en acteur (overleden 2017)
- 1951 - Aleksandr Machovikov, Sovjet voetballer
- 1952 - Evert van Hemert, Nederlands beeldhouwer en schilder (overleden 2022)
- 1953 - Tony James, Brits basgitarist
- 1954 - Jon Krakauer, Amerikaans alpinist, journalist en publicist
- 1954 - Steve Stevaert, Belgisch politicus (overleden 2015)
- 1956 - Doris Baaten, Nederlands actrice
- 1956 - Andy García, Amerikaans acteur
- 1956 - Herbert Grönemeyer, Duits zanger en acteur
- 1957 - Ronald Plasterk, Nederlands politicus
- 1957 - Hallvar Thoresen, Noors voetballer
- 1958 - Roland Dalhäuser, Zwitsers atleet
- 1959 - Roel Cazemier, Nederlands politicus en bestuurder
- 1959 - Edvīns Ķeņģis, Lets schaker
- 1960 - Angelo Bonfrisco, Italiaans voetbalscheidsrechter
- 1961 - Kathleen Hutsebaut, Belgisch politica
- 1961 - Nico de Vries, Nederlands acteur
- 1962 - Frans Cuijpers, Nederlands schaker
- 1964 - Johan Capiot, Belgisch wielrenner
- 1964 - Michiel Devlieger, Belgisch presentator en programmamaker
- 1964 - Claudia Jung, Duits zangeres en politica
- 1965 - Kim Bodnia, Deens acteur
- 1965 - Alexei Scala, Moldavisch voetballer
- 1966 - Bruno Coué, Frans voetbalscheidsrechter
- 1966 - Adriana Samuel, Braziliaans volleyballer en beachvolleyballer
- 1966 - Yasuyuki Sato, Japans voetballer
- 1967 - Pim Haaksman, Nederlands chef-kok en televisiekok
- 1967 - Martin Schmidt, Zwitsers voetballer en voetbalcoach
- 1967 - Nicolae Țaga, Roemeens roeier
- 1968 - Toru Aoyanagi, Japans langebaanschaatser en schaatscoach
- 1968 - Christoph Meili, Zwitsers klokkenluider
- 1968 - James Moiben, Keniaans atleet
- 1969 - Antje Monteiro, Nederlands musicalartieste, zangeres en presentatrice
- 1969 - Lucas Radebe, Zuid-Afrikaans voetballer
- 1970 - Sylvain Bouchard, Canadees schaatser
- 1970 - Eric Buhain, Filipijns zwemmer en sportbestuurder
- 1971 - Shannen Doherty, Amerikaans actrice (overleden 2024)
- 1971 - Christophe Moreau, Frans wielrenner
- 1971 - Edwin Straver, Nederlands motorcoureur (overleden 2020)
- 1973 - Roberto Ayala, Argentijns voetballer
- 1973 - Esmée de la Bretonière, Nederlands actrice
- 1973 - Robert Jensen, Nederlands dj en talkshow-presentator
- 1973 - Christian Panucci, Italiaans voetballer
- 1974 - Elena Bonetti, Italiaans politica
- 1974 - Belinda Emmett, Australisch actrice (overleden 2006)
- 1974 - Marley Shelton, Amerikaans actrice
- 1974 - Sylvinho, Braziliaans voetballer
- 1975 - Matt Bettencourt, Amerikaans golfer
- 1975 - Debby van der Zande, Nederlands ondernemer
- 1976 - Olga Kotljarova, Russisch atlete
- 1976 - Kuok Io Keong, Macaus autocoureur
- 1976 - Grant Supaphongs, Thais autocoureur
- 1977 - Giovanny Espinoza, Ecuadoraans voetballer
- 1977 - Sarah Jane Morris, Amerikaans actrice
- 1977 - Jordana Spiro, Amerikaans actrice, filmregisseuse, filmproducente en filmeditor
- 1978 - Stanislav Angelov, Bulgaars voetballer
- 1978 - Guy Berryman, Brits basgitarist
- 1979 - Claire Danes, Amerikaans actrice
- 1979 - Jakub Filipek, Belgisch schaker
- 1979 - Mateja Kežman, Servisch voetballer
- 1979 - Jennifer Morrison Amerikaans actrice
- 1979 - Paul Nicholls, Brits acteur
- 1980 - Sandrine Corman, Belgisch model en televisiepresentatrice
- 1980 - Kym Howe, Australisch atlete
- 1980 - Brian McFadden, Iers zanger
- 1980 - Terence Parkin, Zuid-Afrikaans zwemmer
- 1981 - Joeri Borzakovski, Russisch atleet
- 1981 - Nicolás Burdisso, Argentijns voetballer
- 1981 - Tulsi Gabbard, Amerikaans politica
- 1982 - Easton Corbin, Amerikaans countryzanger
- 1982 - Ryan Dalziel, Schots autocoureur
- 1982 - Liam Killeen, Brits mountainbiker en veldrijder
- 1983 - Jelena Dokić, Servisch tennisster
- 1983 - Luke Kibet, Keniaans atleet
- 1983 - Alexa May, Oekraïens actrice
- 1983 - Sak Noel, Spaans dj
- 1983 - Satoshi Osaki, Japans atleet
- 1984 - Aleksej Dmitrik, Russisch atleet
- 1984 - Kamil Mitoń, Pools schaker
- 1985 - Marco di Carli, Duits zwemmer
- 1985 - Tom Schippers, Belgisch atleet
- 1986 - Blerim Džemaili, Zwitsers voetballer
- 1986 - Marcel Granollers, Spaans tennisser
- 1986 - Jonathan Pitroipa, Burkinees voetballer
- 1986 - Samantha Steenwijk, Nederlands zangeres
- 1986 - Lara Wolters, Nederlands (euro)politica
- 1987 - Luiz Adriano, Braziliaans voetballer
- 1987 - Aleksandr Broechankov, Russisch triatleet
- 1987 - Brooklyn Decker, Amerikaans model en actrice
- 1987 - Brendon Urie, Amerikaans leadzanger
- 1988 - Pierre Bengtsson, Zweeds voetballer
- 1988 - Tone Damli, Noors zangeres
- 1988 - Joshua Nolet, Nederlands zanger
- 1988 - Michaël Rossi, Frans autocoureur
- 1989 - Timo Gebhart, Duits voetballer
- 1989 - Russell Henley, Amerikaans golfer
- 1989 - Miguel Ángel Ponce, Mexicaans voetballer
- 1989 - Valentin Stocker, Zwitsers voetballer
- 1989 - Kaitlyn Weaver, Amerikaans-Canadees kunstschaatsster
- 1990 - Sharona Bakker, Nederlands atlete
- 1990 - Teresa Crippen, Amerikaans zwemster
- 1990 - Francesca Halsall, Brits zwemster
- 1990 - Charles Reid, Canadees snowboarder
- 1990 - Hiroki Sakai, Japans voetballer
- 1991 - Daniel Littau, Duits acteur
- 1991 - Maria Marinela Mazilu, Roemeens skeletonster
- 1991 - Ryota Morioka, Japans voetballer
- 1991 - Oliver Norwood, Engels voetballer
- 1992 - Anastasios Lagos, Grieks voetballer
- 1992 - Chad le Clos, Zuid-Afrikaans zwemmer
- 1993 - Yannick van der Ark, Nederlands basketballer
- 1993 - Levi Raja Boean, Nederlands voetballer
- 1993 - Özkan Yıldırım, Duits voetballer
- 1994 - Eric Bailly, Ivoriaans voetballer
- 1994 - Guido Rodríguez, Argentijns voetballer
- 1994 - Saoirse Ronan, Amerikaans actrice
- 1995 - Jennifer Brady, Amerikaans tennisspeelster
- 1995 - Robin Deckers, Duits voetballer
- 1995 - Przemysław Frankowski, Pools voetballer
- 1995 - Aleksandr Komin, Russisch wielrenner
- 1995 - Selman Sevinç, Nederlands-Turks voetballer
- 1995 - Melissa Venema, Nederlands trompettist
- 1995 - Lorenzo Venuti, Italiaans voetballer
- 1996 - Jan Bednarek, Pools voetballer
- 1996 - Aaron Blunck, Amerikaans freestyleskiër
- 1996 - Jelizaveta Koelitsjkova, Russisch tennisspeelster
- 1996 - Justin Mathieu, Nederlands voetballer
- 1996 - Rodrigo Quirino, Braziliaans wielrenner
- 1996 - Anton Salétros, Zweeds voetballer
- 1997 - Andrejs Cigaņiks, Lets voetballer
- 1998 - Sidney Friede, Duits voetballer
- 1998 - Sean McKirdy, Engels voetballer
- 1998 - Tom Pearce, Engels voetballer
- 1999 - Adrián Slávik, Slowaaks voetballer
- 2000 - Charles Abi, Frans voetballer
- 2000 - Nadia Battocletti, Italiaans atlete
- 2000 - Sophia Kleinherne, Duits voetbalster
- 2000 - Maria Sotskova, Russisch kunstschaatsster
- 2001 - Leon Dajaku, Duits voetballer
- 2001 - Xander Severina, Nederlands voetballer
- 2002 - Alida van Daalen, Nederlands atlete
- 2002 - Fernand Gouré, Ivoriaans voetballer
- 2003 - Elisha Kruize, Nederlands voetbalster
- 2003 - Naïm Matoug, Nederlands voetballer
- 2004 - Wilma Aintila, Fins wielrenster
- 2004 - Sophie Nachtigall, Duits voetbalster
- 2004 - Liam De Smet, Belgisch voetballer
- 2005 - Niels Schlimback, Nederlands zanger en presentator
- 2008 - Tomine Enger, Noors voetbalster

## Overleden

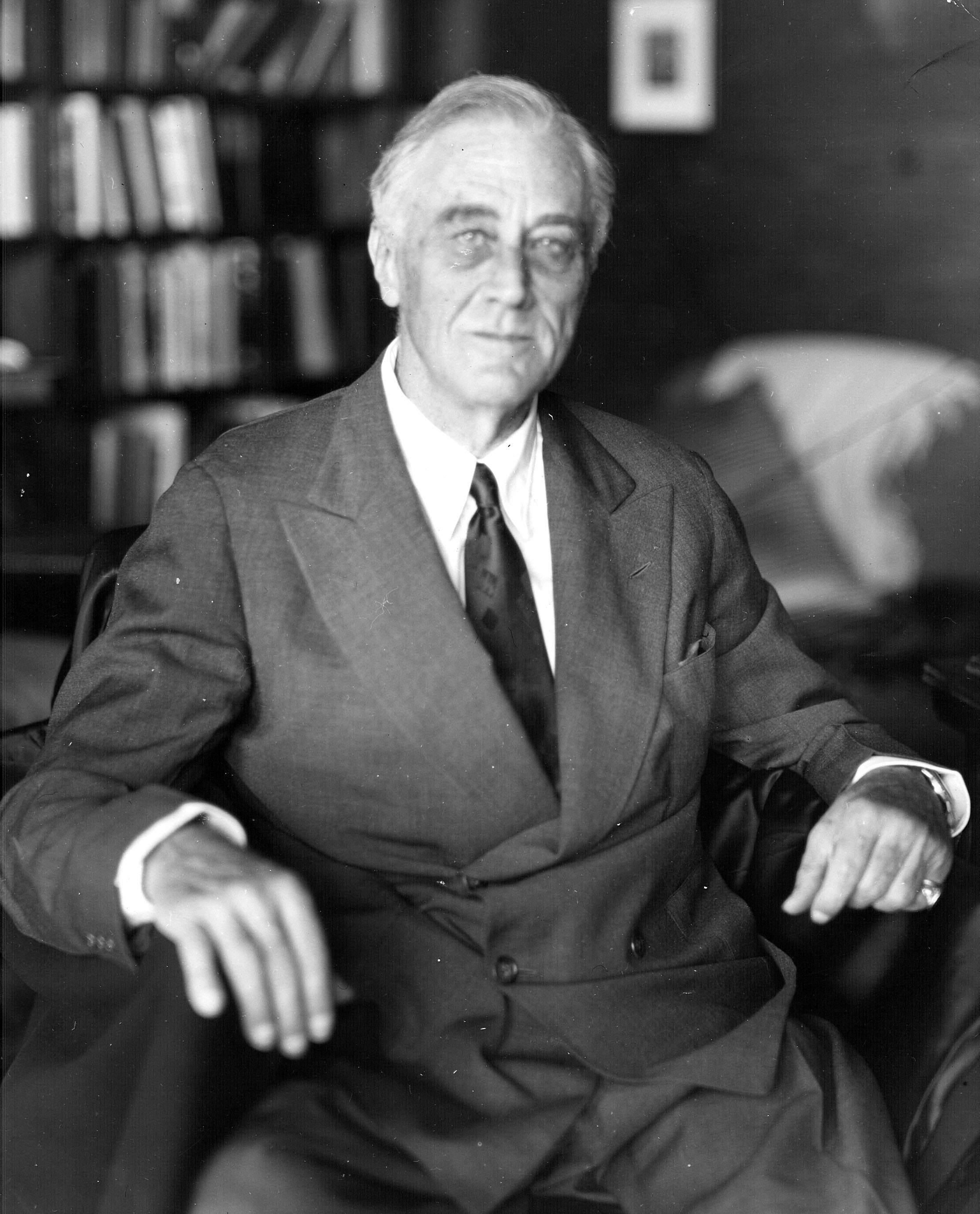
Franklin Delano Roosevelt
overleden in 1945

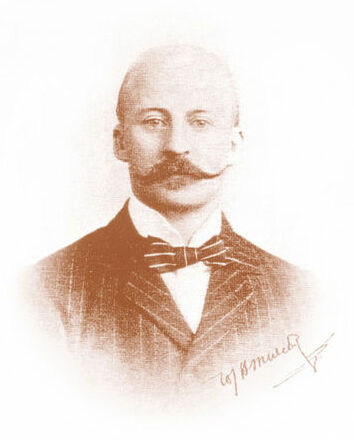
Pim Mulier
overleden in 1954

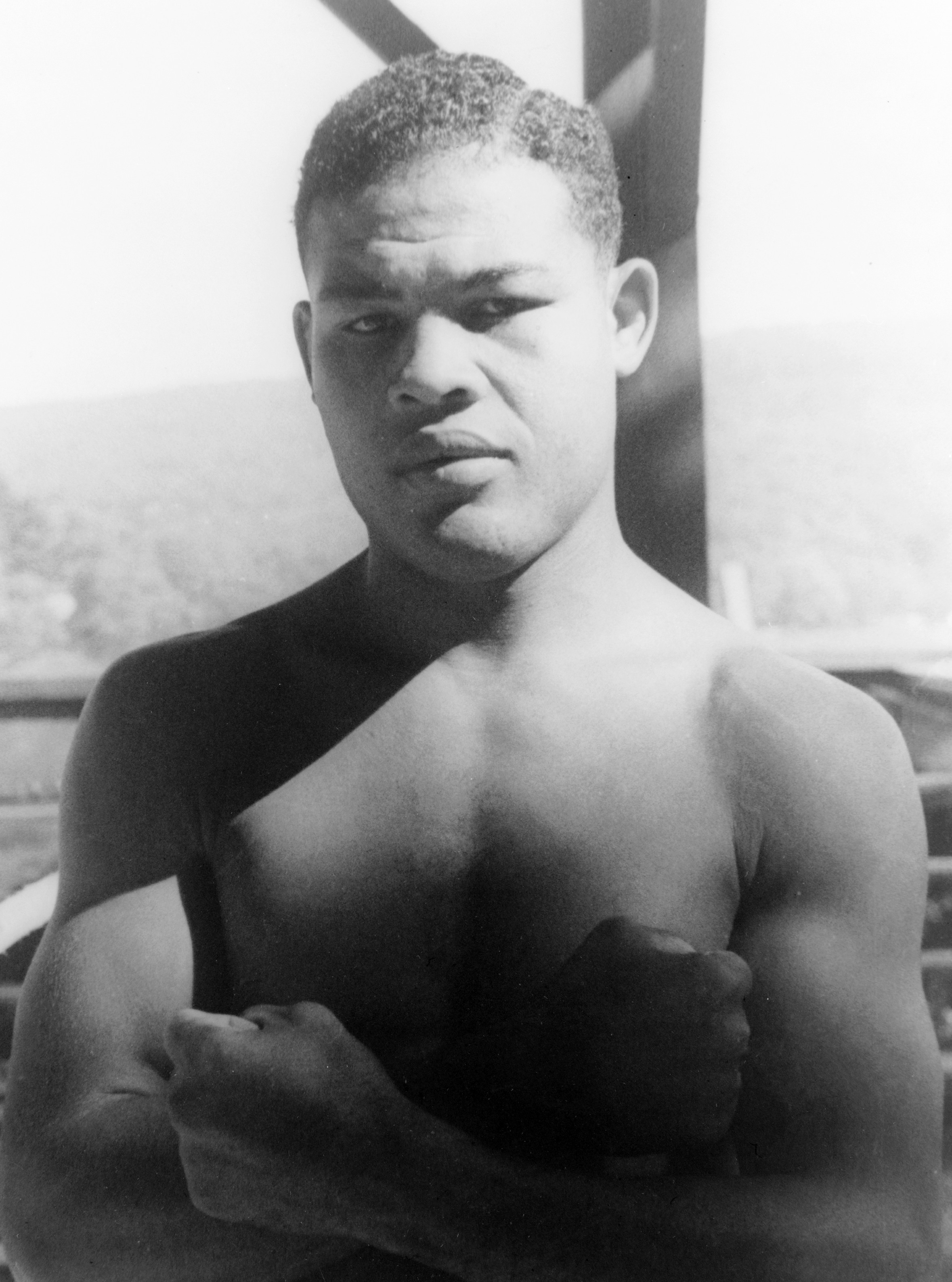
Joe Louis
overleden in 1981

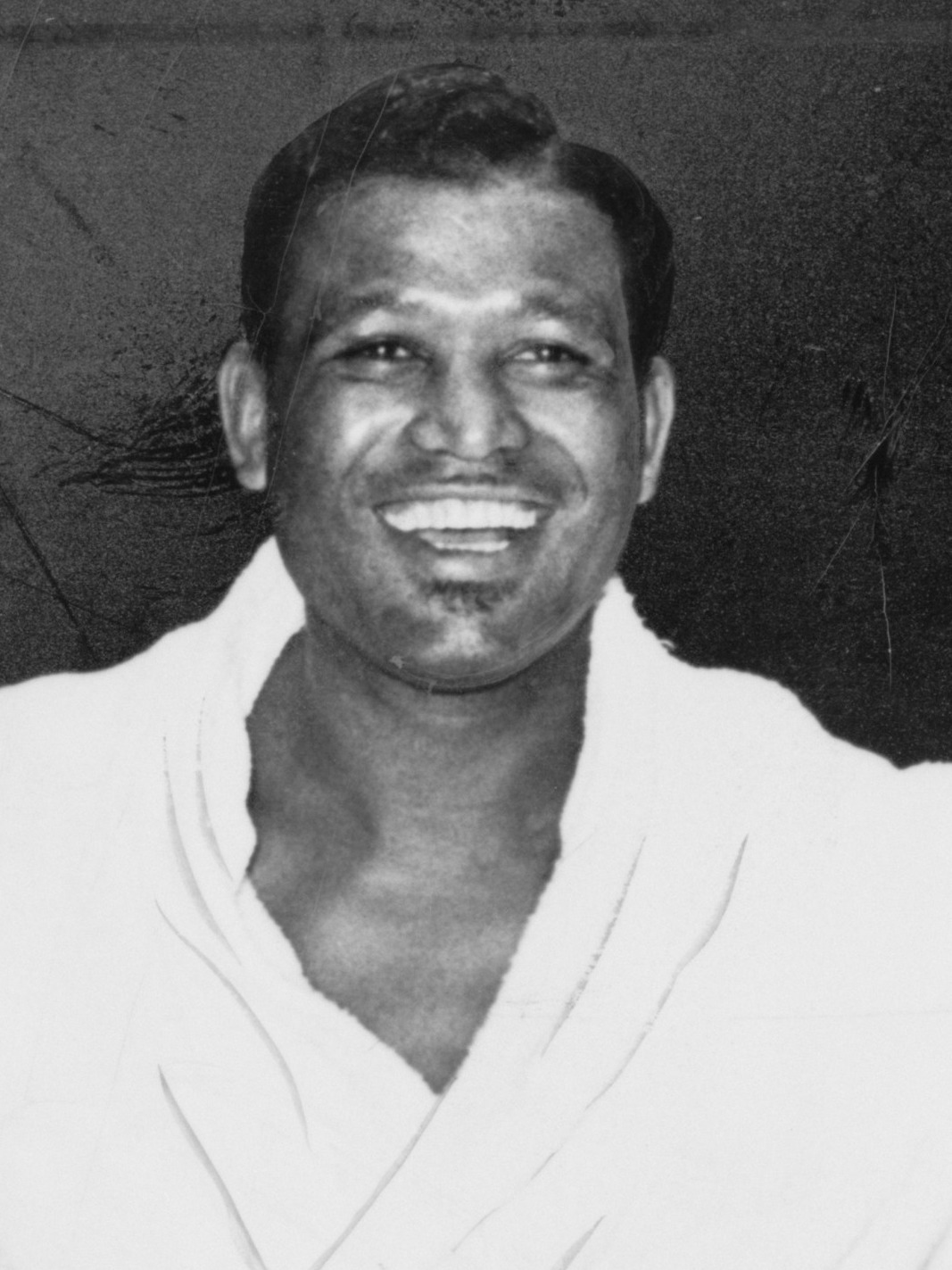
Sugar Ray Robinson
overleden in 1989

- 65 - Lucius Annaeus Seneca (68), Romeins filosoof van het stoïcisme, staatsman en toneelschrijver
- 238 - Keizer Gordianus I (ca. 80) van Rome
- 238 - Keizer Gordianus II (ca. 47) van Rome
- 352 - Paus Julius I, paus van 337 tot 352
- 1647 - Adriaan Pieterszoon Raap (90), Nederlands ondernemer
- 1817 - Charles Messier (86), Frans astronoom, opsteller van een astronomische catalogus
- 1878 - William Tweed (55), Amerikaans politicus
- 1912 - Clara Barton (90), oprichtster van het Amerikaanse Rode Kruis
- 1917 - Franziskus von Bettinger (66), Duits kardinaal-aartsbisschop van München en Freising
- 1929 - Jef Van den Eynde (49), Belgisch studentenleider
- 1945 - Franklin Delano Roosevelt (63), 32ste president van de Verenigde Staten
- 1946 - August Borms (68), Belgisch nationalist
- 1953 - Lionel Logue (73), Australisch logopedist
- 1954 - Pim Mulier (89), Nederlands atleet, marathonschaatser & sportbestuurder
- 1959 - Willy Lauwers (22), Belgisch wielrenner
- 1962 - Ron Flockhart (38), Schots autocoureur
- 1963 - Hans van Sweeden (24), Nederlands componist, acteur, dichter en danser
- 1963 - Felix Manalo (76), Filipijns geestelijk leider Iglesia ni Cristo
- 1966 - Chris Soumokil (60), president van de Republik Maluku Selatan
- 1971 - Igor Tamm (75), Sovjet-Russisch natuurkundige en Nobelprijswinnaar
- 1975 - Josephine Baker (68), Amerikaans danseres, zangeres en actrice
- 1977 - Mien Visser (69), Nederlands hoogleraar landbouwhuishoudkunde
- 1981 - Hendrik Andriessen (88), Nederlands componist
- 1981 - Joe Louis (67), Amerikaans bokskampioen in het zwaargewicht
- 1981 - Adriaan Pelt (88), Nederlands journalist en diplomaat
- 1983 - Jørgen Juve (76), Noors voetballer
- 1986 - Jef Dervaes (79), Belgisch wielrenner
- 1986 - Valentin Katajev (89), Russisch schrijver en journalist
- 1986 - François Neuville (73), Belgisch wielrenner
- 1987 - W.A. Braasem (68), Nederlands schrijver en vertaler
- 1989 - Sugar Ray Robinson (77), Amerikaans bokser
- 1992 - Rie Beisenherz (90), Nederlands zwemster
- 1993 - Zenon Komender (69), Pools politicus
- 1994 - Joseph Nelis (77), Belgisch voetballer
- 1996 - Harmanus Hondius (92), Nederlands ingenieur en politicus
- 1997 - George Wald (90), Amerikaans biochemicus en Nobelprijswinnaar
- 2008 - Patrick Hillery (84), Iers arts en politicus
- 2009 - Marilyn Chambers (56), Amerikaans pornoactrice
- 2009 - Walty Dudok van Heel (50), Nederlands kunstschilderes
- 2009 - Wim Koole (79), Nederlands theoloog en omroepbestuurder
- 2009 - Erik Tjon Kie Sim (72), Surinaams politicus en aannemer
- 2010 - Alper Balaban (22), Duits-Turks voetballer
- 2010 - Miguel Cinches (78), Filipijns bisschop
- 2012 - Manfred Orzessek (78), Duits voetballer
- 2013 - Robert Byrne (84), Amerikaans schaker
- 2013 - Johnny du Plooy (48), Zuid-Afrikaans bokser
- 2013 - André Reul (79), Belgisch politicus
- 2013 - Tom Vreugdenhil (79), Nederlands politicus
- 2014 - Pierre-Henri Menthéour (53), Frans wielrenner
- 2015 - Ibrahim al-Rubaysh (35), Arabisch terrorist
- 2016 - Pedro de Felipe (71), Spaans voetballer
- 2016 - Anne Jackson (90), Amerikaans actrice
- 2016 - Arnold Wesker (83), Brits toneelschrijver
- 2017 - Michael Ballhaus (81), Duits cameraman
- 2017 - Peggy Hayama (83), Japans zangeres
- 2017 - Charlie Murphy (57), Amerikaans acteur
- 2018 - Kees Rijnvos (87), Nederlands econoom, hoogleraar en politicus
- 2019 - Gaston van Erven (75), Nederlands acteur
- 2020 - Kishen Bholasing (35), Surinaams-Nederlands zanger
- 2020 - Peter Bonetti (78), Brits voetballer
- 2020 - Louis van Dijk (78), Nederlands pianist
- 2020 - Stirling Moss (90), Brits autocoureur
- 2021 - Aat Nederlof (50), Nederlands acteur
- 2021 - Ingeborg Uijt den Bogaard (90), Nederlands actrice
- 2021 - Vincent Vitetta (95), Frans wielrenner
- 2021 - Shirley Williams (90), Brits politica
- 2022 - Gilbert Gottfried (67), Amerikaans stand-upcomedian, acteur en stemacteur
- 2022 - Zvonimir Janko (89), Kroatisch wiskundige
- 2022 - Sergej Jasjin (60), Russisch ijshockeyer
- 2022 - Pierre Klees (88), Belgisch bedrijfsleider, bestuurder en topambtenaar
- 2022 - Theo Van Moer (81), Belgisch atleet
- 2022 - Ton Vijverberg (94), Nederlands organist en dirigent
- 2023 - Berny Boxem-Lenferink (74), Nederlands atlete
- 2023 - Willy De Waele (85), Belgisch politicus
- 2023 - Jah Shaka (75), Jamaicaans-Brits musicus
- 2024 - Roberto Cavalli (83), Italiaans modeontwerper
- 2024 - Olga Fikotová (91), Tsjecho-Slowaaks-Amerikaans atlete
- 2024 - Ben Schellekens (86), Nederlands burgemeester

## Viering/herdenking
- In het Romeinse Rijk viert men de Cerealis, het festival ter ere van de godin Ceres
- Pasen in 1626, 1637, 1648, 1705, 1716, 1789, 1846, 1857, 1868, 1903, 1914, 1925, 1936, 1998, 2009, 2020.
- rooms-Katholieke kalender:
  - Heilige Julius I († 352)
  - Heilige Damiaan (van Pavio) († 697)
  - Heilige Zeno van Verona († 371)
  - Heilige Erkembode († c. 742)
  - Heilige Alferius († 1050)
  - Heilige Jozef Moscati († 1927)
  - Heilige Wigbert(us) van Ierland († c. 690)
  - Heilige Teresa van Los Andes († 1920)
- 12 april wordt gevierd als de Dag van de Kosmonauten in Rusland en de Internationale Dag van de Bemande Ruimtevaart in andere landen.

## Weerextremen

### Nederland
| | Officiële records | Officiële records | Officiële records |      | Landelijke records | Landelijke records | Landelijke records              |
| Gebeurtenis | Jaar              | Extreem           | Locatie           | Jaar | Extreem            | Locatie            |                                 |
| --- | ----------------- | ----------------- | ----------------- | ---- | ------------------ | ------------------ | ------------------------------- |
| Laagste etmaalgemiddelde temperatuur (°C) | 1986              | 0,3               | De Bilt           |      | 1986               | −0,6               | Deelen                          |
| Hoogste etmaalgemiddelde temperatuur (°C) | 1939              | 16,6              | De Bilt           |      | 1939               | 18,6               | Maastricht                      |
| Laagste minimumtemperatuur (°C) | 1986              | −6,6              | De Bilt           |      | 1986               | −9,4               | Deelen                          |
| Hoogste minimumtemperatuur (°C) | 2024              | 13,2              | De Bilt           |      | 1939               | 13,3               | Maastricht                      |
| Laagste maximumtemperatuur (°C) | 1924              | 5,5               | De Bilt           |      | 1986               | 1,1                | Vlissingen                      |
| Hoogste maximumtemperatuur (°C) | 1939              | 23,4              | De Bilt           |      | 2020               | 24,8               | Arcen, Eindhoven                |
| Hoogste uurgemiddelde windsnelheid (m/s) | 1917              | 14,4              | De Bilt           |      | 1985               | 21,6               | Oosterschelde, Schaar           |
| Hoogste windstoot (m/s) | 1969              | 21,1              | De Bilt           |      | 1985               | 27,8               | Vlissingen                      |
| Langste zonneschijnduur (uur) | 1942, 1958, 2003  | 12,5              | De Bilt           |      | 2003 2010          | 12,8               | Twenthe Leeuwarden              |
| Langste neerslagduur (uur) | 1964              | 10,3              | De Bilt           |      | 1985               | 15,1               | Maastricht                      |
| Hoogste etmaalsom van de neerslag (mm) | 1916              | 16,6              | De Bilt           |      | 1983               | 22,0               | Twenthe                         |
| Laagste etmaalgemiddelde relatieve vochtigheid (%) | 1991              | 45                | De Bilt           |      | 1991               | 38                 | Soesterberg                     |
| Laagste uurwaarde luchtdruk op zeeniveau (hPa) | 2000              | 984,5             | De Bilt           |      | 2000               | 983,9              | Hoek van Holland, Valkenburg ZH |
| Hoogste uurwaarde luchtdruk op zeeniveau (hPa) | 1938              | 1037,6            | De Bilt           |      | 1938               | 1038,5             | Vlissingen                      |
| Officiële records worden altijd gemeten op het KNMI-weerstation in De Bilt. Landelijke records kunnen worden gemeten op elk officieel KNMI-weerstation in Nederland. |                   |                   |                   |      |                    |                    |                                 |

Uitzonderlijke gebeurtenissen
- 1902 - Eerste officiële zachte dag van het jaar (maximumtemperatuur ≥ 15 °C in De Bilt)
- 1902 - Eerste landelijke zachte dag van het jaar gemeten in De Bilt (maximumtemperatuur ≥ 15 °C op een officieel weerstation)
- 1986 - Officieel maandrecord laagste minimumtemperatuur in °C van april gemeten in De Bilt: −6,6
- 1986 - Landelijk maandrecord laagste minimumtemperatuur in °C van april gemeten in Deelen: −9,4
- 2007 - Eerste officiële warme dag van het jaar (maximumtemperatuur ≥ 20 °C in De Bilt)
- 2022 - Eerste officiële warme dag van het jaar (maximumtemperatuur ≥ 20 °C in De Bilt)
- 2023 - Officieel hoogste uurgemiddelde windsnelheid in m/s van april dit jaar gemeten in De Bilt: 8,0. Samen met 19 april
- 2023 - Landelijk hoogste uurgemiddelde windsnelheid in m/s van april dit jaar gemeten in Vlakte van De Raan: 16,0. Samen met 13 april
- 2023 - Landelijk hoogste windstoot in m/s van april dit jaar gemeten in Vlakte van De Raan: 24,0. Samen met 21 april
- 2024 - Officieel hoogste minimumtemperatuur in °C van april dit jaar gemeten in De Bilt: 13,2 (voorlopig)

### België
Dagrecords
- 1879 - Laagste etmaalgemiddelde temperatuur −0,4 °C
- 1939 - Hoogste etmaalgemiddelde temperatuur 19,4 °C
- 1986 - Laagste minimumtemperatuur −4,2 °C
- 2025 - Hoogste maximumtemperatuur 25,3 °C (vroegste zomerdag ooit gemeten sinds 1833)
- 1898 - Hoogste etmaalsom van de neerslag 18 mm

Uitzonderlijke gebeurtenissen
- 1913 - 10 cm sneeuw in Ukkel.
- 1991 - Hoge maximumtemperatuur: 23,9 °C.

<< · 1 · 2 · 3 · 4 · 5 · 6 · 7 · 8 · 9 · 10 · 11 · 12 · 13 · 14 · 15 · 16 · 17 · 18 · 19 · 20 · 21 · 22 · 23 · 24 · 25 · 26 · 27 · 28 · 29 · 30 · >>